# NGC 7388
NGC 7388 é uma estrela na direção da constelação de Pegasus.
O objeto foi descoberto pelo astrônomo Lawrence Parsons em 1873, usando um telescópio refletor com abertura de 72 polegadas. 